# Шестой (альбом)
«Шестой» — шестой студийный альбом группы «Слот», вышедший 25 октября 2013 на лейбле М2БА. Первый альбом, записанный посредством краудфандинга.

## История создания
Первой ласточкой[уточнить] с пластинки стала песня «Ангел или демон». Презентация сингла состоялась 14 апреля в клубе «Pipl» в Москве. Песня вошла в саундтрек одноимённого сериала, показанного на канале СТС. На неё был снят клип с кадрами из сериала. В августе состоялась премьера песни на Нашем радио в Чартовой дюжине.
13 мая на сайте planeta.ru состоялась премьера второго сингла — «Поколено», повествующего о конфликте поколений. Нуки рассказала, что этот трек стал для членов команды «своеобразной квинтэссенцией противостояния человека внешним жизненным обстоятельствам», а Кэш добавил:
Конфликт поколений никто не отменял, и всегда он будет актуален, пока человечество не атрофирует себе эмоциональные органы. Иногда между отдельными людьми из разных поколений — совет да любовь… в нашей песне — между ними война и раздражение.
Летом была утверждена дата презентации альбома — 26 октября.
13 сентября «Слот» объявил название альбома и представил его обложку, и вскоре на Планете.ру стали появляться небольшие видеоролики о каждой песне с пластинки.
18 октября на Youtube появился клип «Если». Режиссёром видео выступил Михаил Емельянов. Он и музыканты заявили, что этот клип стал одним из самых драматичных в истории команды. 15 ноября состоялась премьера песни «Если» в Чартовой дюжине.

## Обложка
На обложке альбома, автором которой выступил Антон «Gloom82» Семёнов, представлена рука с шестью пальцами.
В ноябре одна минская чиновница усмотрела в макете концертной афиши группы «Слот» серьёзные нарушения закона: изображение на афише якобы нарушает права верующих и людей с физическими отклонениями, в связи с чем на обложке должно быть пять пальцев. При этом не было разъяснено, что именно нарушает эта афиша.
Группа, не желая раздувать скандал, срочно предоставила новую афишу, которая тоже не устроила чиновников, заявивших: «Это же концлагерь!»

Группа «Слот» восхищается фантазией некоторых чиновников, ухитряющихся найти в художественном произведении то, чего там никогда не было, и радуется главному — неприятная ситуация с Мингорисполкомом не помешает концерту состояться, и, несмотря ни на что, музыканты встретятся со своими белорусскими слушателями!— Группа о конфликте

## Список композиций
| №   | Название                  | Длительность |
| --- | ------------------------- | ------------ |
| 1.  | «Побег»                   | 3:52         |
| 2.  | «Бой!»                    | 4:00         |
| 3.  | «Если»                    | 3:18         |
| 4.  | «Сочи»                    | 3:42         |
| 5.  | «Old School»              | 4:50         |
| 6.  | «Поколено»                | 3:31         |
| 7.  | «Три сестры»              | 3:29         |
| 8.  | «Хиромантия»              | 4:02         |
| 9.  | «Тру»                     | 3:51         |
| 10. | «Качели»                  | 3:58         |
| 11. | «Ракета для поэта»        | 4:07         |
| 12. | «Скачать бесплатно»       | 2:43         |
| 13. | «Просточеловек»           | 3:42         |
| 14. | «Ангел или демон» (бонус) | 3:12         |

## Участники записи
- Дария «Nookie» Ставрович — вокал
- Игорь «Тренер Кэш» Лобанов — вокал
- Сергей «ID» Боголюбский — гитара
- Никита «niXon» Симонов — бас-гитара
- Кирилл «Mr Dudu» Качанов — ударные

## Клипы
1. «Ангел или демон» (2013)
2. «Если» (2013)
3. «Просточеловек» (2014)
4. «Бой» (2014)